# Waibao
Waibao is een bestuurslaag in het regentschap Flores Timur van de provincie Oost-Nusa Tenggara, Indonesië. Waibao telt 1555 inwoners (volkstelling 2010).